# Metionina
Metionina (skróty: Met, M) – organiczny związek chemiczny z grupy podstawowych aminokwasów białkowych. Jest obojętna elektrycznie. Obok cysteiny jest jednym z dwóch aminokwasów zawierających siarkę. Występuje w dużych ilościach w kazeinie mlekowej, białku jaj. Naturalnie występująca metionina ma zazwyczaj konfigurację L.
Należy do aminokwasów niezbędnych dla człowieka (nie może być syntetyzowana w organizmie człowieka i musi być dostarczana z pożywieniem). Uczestniczy w wielu reakcjach metylacji (S-adenozylometionina), a także w reakcjach metabolicznych, dostarczając grupy siarkowej. Nie tworzy mostków siarczkowych −S−S−, gdyż nie ma grup tiolowych −SH.
Metionina jest jednym z dwóch (obok tryptofanu) aminokwasów posiadających tylko jeden kodon – kodowana jest przez trójkę AUG. Jest to kodon o szczególnym znaczeniu, ponieważ jest odczytywany przez rybosom jako miejsce startu translacji – w efekcie u eukariontów metionina jest wbudowywana w koniec aminowy, jako pierwsza reszta aminokwasowa wszystkich białek. U prokariontów analogicznie pierwszą resztą aminokwasową jest N-formylometionina, która jednak zwykle jest usuwana w procesie modyfikacji potranslacyjnej. Reszty metioniny znajdujące się wewnątrz sekwencji aminokwasowej wbudowywane są z wykorzystaniem innego tRNA niż reszty inicjujące łańcuch.
Degradacja metioniny jest upośledzona w następujących chorobach metabolicznych: homocystynuria, złożona kwasica malonowa i metylomalonowa, kwasica metylomalonowa i kwasica propionowa.
Metionina jest również prekursorem biosyntezy fitohormonu etylenu, szczególnie w trakcie dojrzewania owoców oraz w reakcji roślin na stres.
DL-Metionina jest stosowana jako dodatek do pasz w celu podniesienia ich wartości odżywczej (podobnie jak lizyna). Roczna światowa produkcja DL-metioniny wyniosła w 2005 r. 600 tys. ton (trzecie miejsce po kwasie glutaminowym i lizynie), a L-metioniny – 400 ton.